# Episodi di Intergalactic
La prima e unica stagione della serie televisiva Intergalactic, composta da otto episodi, è stata resa disponibile nel Regno Unito il 30 aprile 2021 su Sky Box Sets e Now TV e va in onda sul canale Sky One dal 30 aprile 2021.
In Italia, la stagione è andata in onda in prima visione sul canale satellitare Sky Atlantic dal 31 maggio al 21 giugno 2021.
| nº | Titolo originale | Titolo italiano | Pubblicazione UK | Prima TV Italia |
| -- | ---------------- | --------------- | ---------------- | --------------- |
| 1  | Episode 1        | Episodio 1      | 30 aprile 2021   | 31 maggio 2021  |
| 2  | Episode 2        | Episodio 2      | 30 aprile 2021   | 31 maggio 2021  |
| 3  | Episode 3        | Episodio 3      | 30 aprile 2021   | 7 giugno 2021   |
| 4  | Episode 4        | Episodio 4      | 30 aprile 2021   | 7 giugno 2021   |
| 5  | Episode 5        | Episodio 5      | 30 aprile 2021   | 14 giugno 2021  |
| 6  | Episode 6        | Episodio 6      | 30 aprile 2021   | 14 giugno 2021  |
| 7  | Episode 7        | Episodio 7      | 30 aprile 2021   | 21 giugno 2021  |
| 8  | Episode 8        | Episodio 8      | 30 aprile 2021   | 21 giugno 2021  |

## Episodio 1
- Titolo originale: Episode 1
- Diretto da: Kieron Hawkes
- Scritto da: Julie Gearey

## Episodio 2
- Titolo originale: Episode 2
- Diretto da: Kieron Hawkes
- Scritto da: Julie Gearey

## Episodio 3
- Titolo originale: Episode 3
- Diretto da: Kieron Hawkes
- Scritto da: Julie Gearey

## Episodio 4
- Titolo originale: Episode 4
- Diretto da: Kieron Hawkes
- Scritto da: Julie Gearey e Nick V. Murphy

## Episodio 5
- Titolo originale: Episode 5
- Diretto da: Kieron Hawkes
- Scritto da: Julie Gearey

## Episodio 6
- Titolo originale: Episode 6
- Diretto da: China Moo-Young
- Scritto da: Julie Gearey e Archie Maddocks

## Episodio 7
- Titolo originale: Episode 7
- Diretto da: China Moo-Young
- Scritto da: Laura Grace

## Episodio 8
- Titolo originale: Episode 8
- Diretto da: China Moo-Young
- Scritto da: Ben Schiffer